# Горохов Анатолій Іванович
Анатолій Іванович Горохов (нар. 1917) — український футболіст, нападник.
1936 року грав у складі другої команди «Динамо» (Кривий Ріг). Навесні наступного сезону виступав за дніпропетровське «Динамо» у кубку СРСР. Влітку переїхав до Харкова і до 1952 року захищав кольори місцевих клубів «Динамо», «Сільмаш», «Спартак» і «Локомотив». Володар кубка УРСР 1945. Переможець другого дивізіону 1952 року. У сезоні-46 виступав за київське «Динамо». Всього за кар'єру провів 178 лігових матчів (32 голи), у тому числі в класі «А» — 72 матчі (9 голів).
Перед війною навчався у Харківський автомобільно-дорожному інституті, але невідомо чи він його закінчив.
Статистика виступів у чемпіонатах СРСР:
| Сезон        | Команда       | Ліга         | І  | Г |
| ------------ | ------------- | ------------ | -- | - |
| 1937         | «Динамо» Х    | Д-3          | 6  | 2 |
| 1938         | «Сільмаш» Х   | Д-1          | 19 | 5 |
| 1939         | «Динамо» Х    | Д-2          | 22 | 9 |
| 1940         | «Динамо» Х    | Д-2          | 10 | 3 |
| 1941         | «Спартак» Х   | Д-1          | 6  | 0 |
| 1945         | «Локомотив» Х | Д-2          | 11 | 3 |
| 1946         | «Динамо» К    | Д-1          | 14 | 2 |
| 1947         | «Локомотив» Х | Д-2          | 18 | 3 |
| 1949         | «Локомотив» Х | Д-1          | 23 | 0 |
| 1950         | «Локомотив» Х | Д-1          | 10 | 2 |
| 1951         | «Локомотив» Х | Д-2          | 27 | 2 |
| 1952         | «Локомотив» Х | Д-2          | 7  | 1 |
| Усього в Д-1 | Усього в Д-1  | Усього в Д-1 | 72 | 9 |